# Nagore Calderón
Nagore Calderón Rodríguez (Madrid, 2 de junio de 1993) es una futbolista española que juega en la posición de centrocampista. Fue parte del equipo del Sevilla Futbol Club de Primera División y miembro de la selección española entre 2012 y 2015 y en 2023.

## Trayectoria
Calderón empezó a jugar al fútbol en el Atlético Concilio y con 12 años pasó al Atlético de Madrid. En 2016 fichó por el Levante UD y, un año después, por el recién ascendido Sevilla FC.
En octubre de 2012 debutó con la selección española de fútbol femenino en el partido de vuelta de la repesca de la Eurocopa de 2013, que supuso la segunda clasificación de España para el campeonato, dieciséis años después de la primera. Como internacional juvenil ganó el Campeonato de Europa Sub-17 de 2010 y un bronce en el Mundial Sub-17 de 2010.
En junio de 2013, el seleccionador nacional Ignacio Quereda convocó a Calderón a su plantilla de 23 jugadoras para la fase final de la Eurocopa Femenina de la UEFA 2013 en Suecia. En 2023 ha sido convocada por la seleccionadora nacional Montse Tomé para los encuentros con Suiza y Suecia.

## Goles
| Competencia                  | Escenario       | Fecha      | Ubicación | Adversario          | Objetivos | Resultado | En general |
| ---------------------------- | --------------- | ---------- | --------- | ------------------- | --------- | --------- | ---------- |
| Copa Mundial de la FIFA 2015 | Clasificatorios | 2014–04–10 | Skopie    | Macedonia del Norte | 2         | 10-0      | 2          |